# Mariner 6
Mariner 6 was een Amerikaanse onbemande ruimtevlucht naar de planeet Mars, gelanceerd in 1969. Doel van deze missie was om, samen met zusterschip Mariner 7, onderzoek te doen naar de rode planeet.

## Ruimterace en koude oorlog
In deze jaren was de Koude Oorlog in volle gang. Hierdoor woedde de ruimterace tussen de V.S. en de Sovjet-Unie in alle hevigheid. De strijd om primeurs (eerste bemande maanlanding, eerste landing op Mars en Venus) was ongekend hevig. Men wilde vooral de ander te snel af zijn, ook onder minder gunstige omstandigheden.

## Ongunstig lanceervenster
Het lanceervenster van 1969 was er zo een. De condities waren toen verre van optimaal. Het is onmogelijk op ieder gewenst moment een sonde naar de rode planeet te sturen. Die mogelijkheid bestaat om de twee jaar, als de Aarde en Mars in oppositie staan. Mars beschrijft een elliptischer baan rond de Zon dan de Aarde. Het gevolg is dat tijdens iedere oppositie de onderlinge afstand aanzienlijk varieert. Hoe korter die afstand, des te meer nuttige lading de draagraket kan vervoeren.
In 1969 stonden Aarde en Mars op relatief grote afstand van elkaar, hetgeen het maximum lanceergewicht beperkte. NASA moest zich beperken tot 413 kg. Ter vergelijking: tijdens het volgende lanceervenster van 1971 was de onderlinge afstand bijna minimaal. De gebruikte draagraket, een Atlas-Centaur, kon in 1971 1031 kg naar Mars schieten.

## Twee monteurs riskeren leven op lanceerplatform
Het scheelde weinig of Mariner 6 was nooit gelanceerd. Zo'n dag of tien voor lancering, terwijl de sonde al zat vastgekoppeld aan de draagraket, begaf een schakelaar in de Atlasraket het. Daardoor openden de hoofdkleppen van de Atlasraket zich, waardoor interne druk ontsnapte.
Een meertrapsraket heeft geen geraamte, omdat dit veel te zwaar is. In plaats daarvan houdt men de interne structuur intact door middel van gasdruk. Zonder deze druk zakt de raket in elkaar. Als de raket nog niet is afgetankt, houdt gasdruk in de tanks de boel op z'n plaats.
Door de dalende druk begon de Atlas (omgerekend zo'n twaalf verdiepingen hoog) in elkaar te zakken. Twee monteurs die hiervan getuige waren, riskeerden lijf en leden en poogden de raket te redden. Ze schakelden tijdig drukpompen in en verhinderden zo een ramp. De Atlas had het gedurende die tijd op ieder ogenblik kunnen begeven en was in dat geval boven op de mannen terechtgekomen.
De Mariner 6 werd vervolgens gedemonteerd en op een andere Atlas-Centaur geplaatst.
NASA erkende het gevaar waaraan zij zich blootstelden en onderscheidde hen met de Exceptional Bravery Medal.

## Technische uitrusting

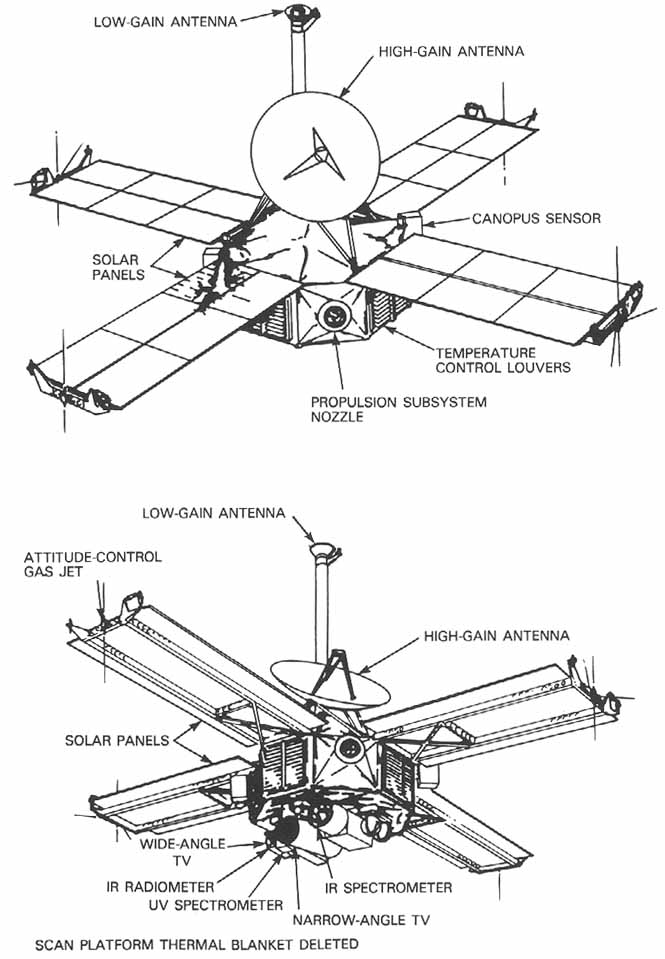
Opbouw van Mariners 6 en 7.

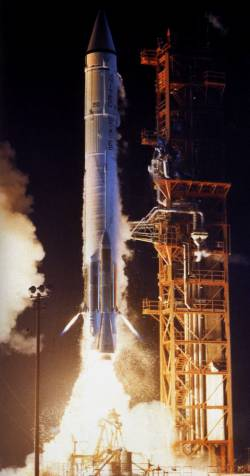
Lancering van Mariner 6

### Afmetingen
De Mariner 6 bestond uit een octagonaal frame gemaakt van magnesium. Het had een diepte van 45,7 cm en een diameter van 138,4 cm. Bovenaan het frame waren de vier zonnepanelen en een meter brede schotelantenne op een conische structuur bevestigd. Ieder zonnepaneel mat 215 × 90 cm en de spanwijdte van het ruimtevaartuig besloeg 5,79 m. Tevens beschikte de verkenner over een niet-richtinggevoelige antenne op een 2,23 m hoge mast naast de schotelantenne. Het scheepje was in totaal 3,35 m hoog.

### Standregeling
Met behulp van twee hoofd- en vier hulp-zonnesensors en een Canopuszoeker stabiliseerde Mariner 6 zich door middel van drie gyroscopen met twee groepen van ieder zes stuurraketjes. Deze werkten op stikstof en zaten op de uiteinden van de zonnepanelen.

### Hoofdmotor
Het vaartuig zou Mars passeren zonder in een omloopbaan te komen, daar NASA gedurende dit lanceervenster alleen een sonde met beperkt gewicht naar de rode planeet kon sturen.
Toch bleef een hoofdmotor noodzakelijk, om de nodige baancorrecties tijdens de lange vlucht naar Mars uit te voeren. Wiskundig gezien is het mogelijk om een sonde in een perfecte baan op zijn doel af te sturen; in de praktijk blijkt dit een te grote opgave. De ingenomen koers wijkt altijd iets af, waardoor koerscorrecties tijdens interplanetaire vluchten nodig zijn.
Deze motor werkte op hydrazine en produceerde een stuwkracht van 223 N.

### Energievoorziening
De vier zonnepanelen besloegen samen 7,70 m² en bevatten in totaal 17.472 zonnecellen. In de nabijheid van de Aarde konden deze 800 watt opwekken, maar in de buurt van Mars slechts 449 W. Dit was voldoende, aangezien op vol vermogen slechts 380 W nodig was tijdens de passage van Mars. Een zilver-zinkaccu met een capaciteit van 1,2 kWh diende als reserve.

### Temperatuurregeling
Voor interne temperatuurregeling beschikte de sonde over instelbare jaloezieën aan de zijkanten van het hoofdcompartiment.

### Communicatieapparatuur
Beide antennes onderhielden middels drie kanalen contact met de vluchtleiding. Kanaal A verzond vluchtgegevens met een bitrate van 8,33 of 33,33 bits per seconde. Kanaal B seinde wetenschappelijke gegevens over met een snelheid van 66,67 of 270 bps. Ook kanaal C seinde wetenschappelijke data over, maar met een veel hogere snelheid: 16.200 bps. Verder was een analoge bandrecorder aan boord om opnames vast te leggen die naderhand werden overgeseind. Andere wetenschappelijke gegevens daarentegen legde de sonde vast op een digitale recorder. De analoge recorder kon maximaal 195 miljoen bits kwijt. Via de S-band ontving en verzond Mariner 6 met op 10 en 20 W werkende versterkers en een enkele ontvanger zijn gegevens en instructies.

### Boordcomputer
De boordcomputer kon 53 directe commando's, 5 controlecommando's en 4 kwantitatieve commando's uitvoeren. Deze was specifiek ontworpen om bepaalde handelingen op nauwkeurig bepaalde tijdstippen uit te voeren. Voor lancering werd een standaard vluchtprofiel (met een reservekopie daarvan achter de hand) in het geheugen geladen, maar dit kon NASA vanaf de grond wijzigen.

### Gewicht
De wetenschappelijke instrumenten wogen 57,6 kg. De Mariner 6 woog in totaal 413 kg.

### Wetenschappelijke apparatuur
De Mariner 6 beschikte over de volgende wetenschappelijke instrumenten:
- Twee tv-camera's, een met groothoek en gemiddeld oplossend vermogen en de ander met telelens met een groot oplossend vermogen. De groothoeklens, met een brandpuntsafstand van 50 mm, besloeg honderdmaal zo'n groot gebied als de telelens, had een blikveld van 11° × 14° en werd slechts gebruikt tijdens passage op korte afstand. De telelens had een brandpuntsafstand van 508 mm.[2] De kwaliteit van de opnames was flink verbeterd vergeleken met Mariner 4. Die leverde foto's van 200 beeldlijnen x 200 beeldelementen, maar nu kreeg men beelden binnen met een resolutie van 704 lijnen met ieder 935 elementen. Niet alleen was het aantal beeldpunten met een factor 16 gestegen; ook het aantal grijstinten ging van 64 naar 256.[5][6]
- Infrarood spectrometer, om de samenstelling van de atmosfeer te bepalen, in het bijzonder de atomen die verband hielden met leven. Verder onderzocht dit instrument temperatuur en samenstelling van het oppervlak en ijskap. Het bestond uit een telescoop met lenzen, spiegels en twee gekoelde IR-detectoren en had een blikveld van 2°.
- Infrarood radiometer, om de temperatuur van het Marsoppervlak te meten. Dit instrument deed metingen tussen 120-330 K.
- Ultraviolet spectrometer, met een vermogen van 14,1 W onderzocht dit apparaat de uv-straling uitgezonden door de Martiaanse atmosfeer.

Daarnaast onderzocht het vaartuig tijdens occultatie de dichtheid van geladen deeltjes in de Martiaanse ionosfeer en dichtheid, druk en temperatuur in de onderste atmosfeerlagen.

## Verloop van de missie

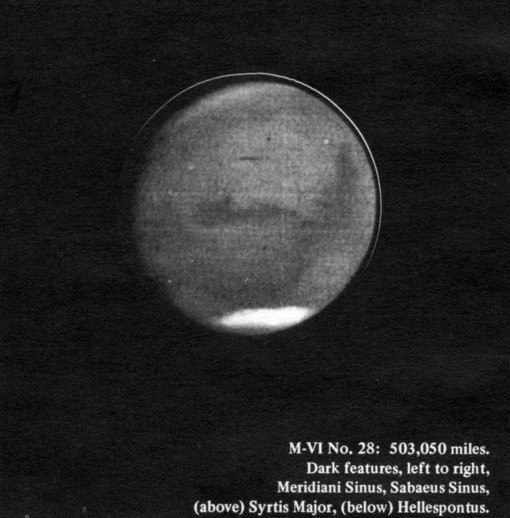
Foto van Mars, genomen door Mariner 6

### Lancering
Mariner 6 werd gelanceerd op 24 februari 1969
met een Atlas-Centaur draagraket vanaf Cape Canaveral.
Het scheepje was geheel ontworpen om slechts tijdens de passage gegevens te verzamelen. Gedurende de vlucht naar Mars en na het passeren daarvan, verrichtte het geen metingen.

### Passage
Na een vlucht van vijf maanden en een koerscorrectie op 1 maart naderde de robotverkenner de rode planeet. Zo'n 50 uur voor de passage schakelde Mariner 6 zijn boordinstrumenten in en twee uur nadien de camera's. Gedurende de daaropvolgende 41 uur nam de sonde 49 opnames door de telelens, op 31 juli gevolgd door 26 close-up opnames. In totaal seinde de verkenner 75 foto's over. De kortste afstand tot Mars bedroeg 3431 km en vond plaats op 31 juli om 5:19:07 uur UT. Om 5:30 uur verdween Mariner 6 achter de planeet en schoot er 25 minuten later weer achter vandaan. Deze occultatie bood NASA gelegenheid de ijle Martiaanse atmosfeer te onderzoeken.
Er was niet alleen goed nieuws. Een van de koelsystemen van de infrarood spectrometer viel uit, waardoor deze metingen gedeeltelijk de mist ingingen.
Tijdens de daaropvolgende dagen seinde Mariner 6 de verkregen gegevens en beelden over. Tevens gebruikte NASA deze gegevens om de Mariner 7 beter te programmeren, die vijf dagen later langs de rode planeet vloog.
Daarna schakelde het terug naar cruisemodus en gebruikte NASA het scheepje onder andere voor proefnemingen met betrekking tot telecommunicatie, uv-beelden van de Melkweg en sterrenfotografie. Ook volgde men met tussenpozen het toestel.
Mariner 6 bevindt zich nu in een heliocentrische baan.

## Wetenschappelijke resultaten
Samen met de foto's van Mariner 7 was nu 20% van het Marsoppervlak in kaart gebracht. De Mariner 6 passeerde Mars over de evenaar, de Mariner 7 vloog vanaf het noorden over de zuidpool. Ir- en uv-straling werden onderzocht; tevens bleek dat zeker niet geheel Mars bezaaid was met kraters, zoals deskundigen aannamen na bestudering van de weinige wazige foto's van Mariner 4 die door stom toeval alleen kraterachtige gebieden voor zijn lens kreeg.
De ijskap van de Martiaanse zuidpool bleek voor het overgrote deel te bestaan uit bevroren kooldioxide en de luchtdruk vastgesteld op 6 à 7 millibar.